# Wexford
Wexford (del nòrdic antic Veisafjǫrðr, iola: Weisforthe, irlandès: Loch Garman) és una ciutat d'Irlanda, capital del comtat de Wexford, a la província de Leinster. Es troba en l'extrem sud-oriental de l'illa, prop de l'aeroport de Rosslare. La ciutat està connectada amb la capital del país, Dublín per carretera i ferrocarril. Fou atacat pels víkings en 823 o 824;

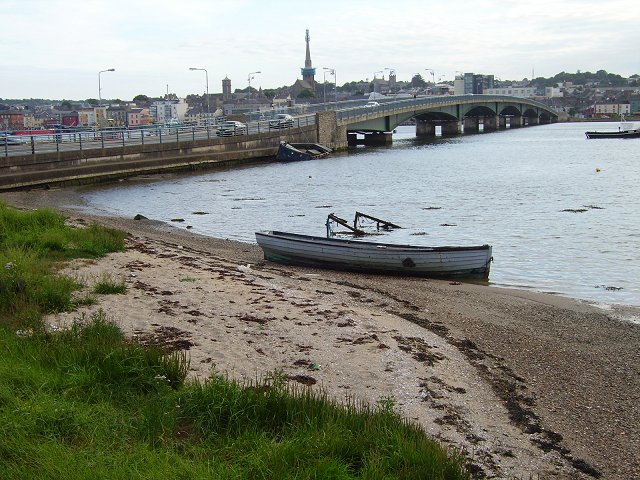
Pont i vista general de Wexford

## Personatges il·lustres
- Brendan Corish, polític irlandès
- Jane Francesca Elgee, mare d'Oscar Wilde
- John Banville, escriptor
- Arthur Conway (1875-1950), matemàtic

## Agermanaments
- Couëron (Koeron)
- Annapolis
- Staten Island
- Addis Abeba